# Uropsalis
Uropsalis är ett släkte med fåglar i familjen nattskärror med två arter som förekommer i Sydamerika:
- Svalstjärtad nattskärra (U. segmentata)
- Lyrnattskärra (U. lyra)